# الیستون فاگوندس دوس سانتوس
الیستون فاگوندس دوس سانتوس (به پرتغالی: Elison Fagundes dos Santos) مهاجم اهل برزیل است که در شهر Itacaré-باهیا و در تاریخ ۲۱ اوت ۱۹۸۷ به دنیا آمده‌است.
الیستون فاگوندس دوس سانتوس در تیم‌های فوتبال Vitória سابقهٔ حضور دارد.